# Марк Фулвий Гилон
Марк Фулвий Гилон (на латински: Marcus Fulvius Gillo) е сенатор на Римската империя през 1 век.

## Биография
Фамилията му произлиза от Форум Новум. През 76 г. Фулвий е суфектконсул заедно с Галео Тетиен Петрониан. През 89/90 г. е проконсул на провинция Азия.
Той осиновява Квинт Фулвий Гилон Битий Прокул, суфектконсул през 99 г.